# 马卢伊
马卢伊（法語：Malouy，法語發音：[malwi]）是法国厄尔省的一个市镇，属于贝尔奈区。

## 地理
马卢伊（49°7'44"N, 0°31'16"E）面积3.14 平方千米，位于法国诺曼底大区厄尔省，该省份为法国北部内陆省份，北起滨海塞纳省，西接奧恩省和卡爾瓦多斯省，南至厄尔-卢瓦省，东临瓦兹省、瓦兹河谷省和伊夫林省。
与马卢伊接壤的市镇（或旧市镇、城区）包括：布尔南维尔-法沃罗勒、库尔贝皮讷、迪朗维尔、圣马丹迪蒂约勒。

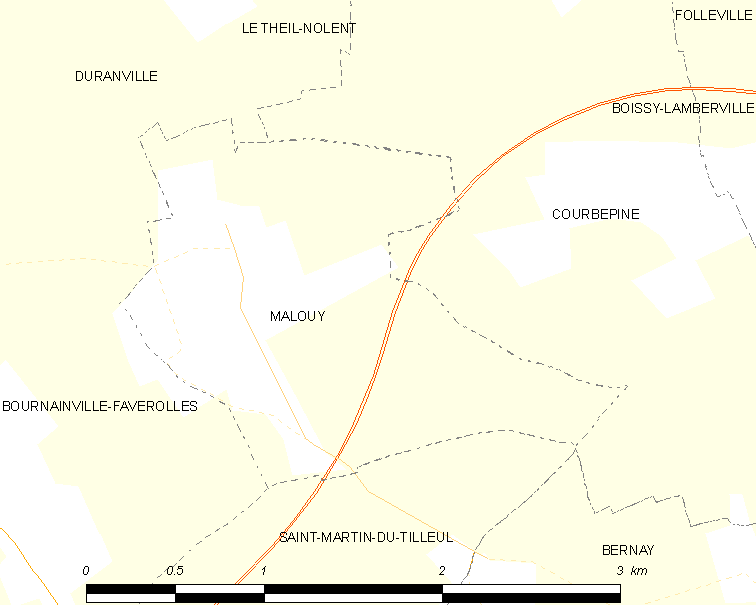
马卢伊的OSM定位图

马卢伊的时区为UTC+01:00、UTC+02:00（夏令时）。

## 行政
马卢伊的邮政编码为27300，INSEE市镇编码为27381。

## 政治
马卢伊所属的省级选区为贝尔奈县。

## 人口

1962-2008年间马卢伊人口变化图示

马卢伊于2022年1月1日时的人口数量为171人。